# ایستگاه آخر (فیلم ۱۹۵۳)
ایستگاه آخر (ایتالیایی: Stazione Termini) فیلمی در ژانر درام به کارگردانی ویتوریو دسیکا است که در سال ۱۹۵۳ منتشر شد.

## بازیگران
- جنیفر جونز
- مونتگومری کلیفت
- جینو چروی
- پائولو استوپا
- ریچارد بیمر
- ناندو برونو
- ممو کاروتنوتو
- انریکو ویاریزیو
- آمینا پیرانی ماجی
- میمو پُلی
- انریکو گلوری
- جوزپه پورلی
- اسکار بلاندو